# Стадион Хард рок
Стадион Хард рок (енгл. Hard Rock Stadium) је вишенаменски стадион у граду Мајами Гарденсу, Флорида, САД. То је домаћи стадион Мајами делфинса из Националне фудбалске лиге (НФЛ). Стадион Хард рок такође је домаћин фудбалског тима Мајами харикенс. Поред тога, објекат је домаћин Оранџ боула, годишње утакмице колеџ фудбалског првенства, и тениског турнира Мајами опена. Почев од 2022. године, стадион Хард рок биће домаћин и трке Формуле 1, која би се водила на Међународном аутодрому у Мајамију, који иде око стадиона. Од 1993. до 2011. био је дом Флорида марлинса из Мајор лиге бејзбола (МЛБ).
Стадион је био домаћин шест Супер Боула (XXIII, XXIX, XXXIII, XLI, XLIV, LIV), Про бовла 2010. године, две Светске серије (1997 и 2003), четири утакмице националног првенства БЦС (2001, 2005, 2009, 2013), једно ЦФП национално првенство (2021), друго коло Светског бејзбол класика 2009 и Реслманије XXVIII.
Објекат је отворен 1987. године као стадион Џо Роби и од тада је познат по бројним именима: Про плејер парк, Про плејер стадион, стадион Делфинса, стадион Долфин, стадион Ленд шарк и стадион Сан лајф. У августу 2016, тим је продао права на именовање Хард рок кафе инц. за 250 милиона долара за период од 18 година.

#### Међународни фудбалске утакмице
На стадиону је одржан велики број фудбалских утакмица, укључујући низ међународних пријатељских утакмица са централном или јужноамеричком екипом. (То је због тога што је Јужна Флорида дом једне од највећих популација пореклом из Централне и Јужне Америке у Сједињеним Државама.)
Стадион је био домаћин утакмице између ФК Барселона и ФК Гвадалахара 3. августа 2011. у оквиру Светског фудбалског изазова 2011. Гвадалахара је победила у мечу резултатом 4 : 1, пред 70.080 гледалаца.
ФК Милан и Челзи су се суочили на стадиону 28. јула 2012. Милан је победио у мечу резултатом 1 : 0, пред 57.748 навијача.
Бразил је победио Хондурас резултатом 5 : 0 у пријатељској утакмици пред 71.124 гледалаца 16. новембра 2013. Посећеност је била највећа за фудбалску утакмицу на стадиону.
Енглеска је играла против Еквадора и Хондураса на стадиону Њу Мајами 4. и 7. јуна 2014. године.
Јужна Кореја је играла против Гане 9. јуна 2014. године.
Дана 5. септембра 2014, два месеца након тешког пораза од Немачке на Светском првенству, Бразил је победио Колумбију резултатом 1 : 0, пред најављеним присуством од 73.429 навијача, што је нови рекорд посећености за фудбалску утакмицу на стадиону.
Предсезонско финале Међународног купа шампиона 2014. одржано је на стадиону Њу Миами, а Манчестер јунајтед је победио ривала Ливерпул резултатом 3 : 1 4. августа 2014. и освојио другу титулу на турниру.
Две предсезонске утакмице Међународног купа шампиона 2017. одигране су на Хард року, једна од њих Ел Класико између Барселоне и Реал Мадрида. Барселона је победила са 3 : 2 у другом Ел Класику који се играо ван Шпаније. Утакмици је присуствовало 66.014 људи, изнад тренутног капацитета.
23. марта 2018. на стадиону је одиграна међународна пријатељска утакмица Перу–Хрватска, коју је Перу добио резултатом 2 : 0.
| Датум              | Екипа #1           | Голова | Екипа #2          | Голова | Гледалаца |
| ------------------ | ------------------ | ------ | ----------------- | ------ | --------- |
| 18. фебруар 1994.  | Колумбија          | 0      | Шведска           | 0      | 15,676    |
| 18. фебруар 1994.  | Боливија           | 1      | Сједињене Државе  | 1      | 15,676    |
| 20. фебруар 1994.  | Боливија           | 0      | Колумбија         | 2      | 20,171    |
| 20. фебруар 1994.  | Шведска            | 3      | Сједињене Државе  | 1      | 20,171    |
| 3. август 2011.    | ФК Барселона       | 1      | ФК Гвадалахара    | 4      | 70,080    |
| 8. октобар 2011.   | Хондурас           | 0      | Сједињене Државе  | 1      | 21,900    |
| 29. фебруар 2012.  | Колумбија          | 2      | Мексико           | 0      | 51,615    |
| 28. јул 2012.      | ФК Милан           | 1      | Челзи             | 0      | 57,748    |
| 6. фебруар 2013.   | Гватемала          | 1      | Колумбија         | 4      | 25,000    |
| 8. јун 2013.       | Хаити              | 1      | Шпанија           | 2      | 36,535    |
| 12. јул 2013.      | Хаити              | 2      | Тринидад и Тобаго | 0      | 28,713    |
| 12. јул 2013.      | Салвадор           | 0      | Хондурас          | 1      | 28,713    |
| 6. август 2013.    | Јувентус           | 1      | Интер Милано      | 1      | 38,513    |
| 16. новембар 2013. | Бразил             | 5      | Хондурас          | 0      | 71,124    |
| 4. јун 2014.       | Енглеска           | 2      | Еквадор           | 2      | 21,534    |
| 7. јун 2014.       | Хондурас           | 0      | Енглеска          | 0      | 45,379    |
| 9. јун 2014.       | Гана               | 4      | Јужна Кореја      | 0      | 7,000     |
| 4. август 2014.    | Манчестер јунајтед | 3      | Ливерпул          | 1      | 51,014    |
| 5. септембар 2014. | Бразил             | 1      | Колумбија         | 0      | 73,429    |
| 26. јул 2017.      | ПСЖ                | 2      | Јувентус          | 3      | 44,444    |
| 29. јул 2017.      | ФК Барселона       | 3      | ФК Реал Мадрид    | 2      | 66,014    |
| 23. март 2018.     | Хрватска           | 0      | Перу              | 2      | 60,000    |
| 28. јул 2018.      | Бајерн Минхен      | 2      | Манчестер Сити    | 3      | 29,195    |
| 31. јул 2018.      | Манчестер јунајтед | 2      | ФК Реал Мадрид    | 1      | 64,141    |
| 7. септембар 2018. | Колумбија          | 2      | Венецуела         | 1      | 34,048    |
| 12. октобар 2018.  | Чиле               | 0      | Перу              | 3      | 34,016    |
| 7. август 2019.    | ФК Барселона       | 2      | ФК Наполи         | 1      | 57,062    |
| 6. септембар 2019. | Колумбија          | 2      | Бразил            | 2      | 65,232    |
| 15. новембар 2019. | Перу               | 0      | Колумбија         | 1      | 36,063    |